# Modroplamek
Modroplamek, chwostka łuskogłowa (Sipodotus wallacii) – gatunek ptaka z podrodziny chwostek (Malurinae) w rodzinie chwostkowatych (Maluridae). Ptak ten występuje na Nowej Gwinei, według IUCN nie jest zagrożony wyginięciem.

## Zasięg występowania
Modroplamek występuje na Nowej Gwinei, zamieszkując w zależności od podgatunku:
- S. wallacii wallacii – Misool, Yapen, Ptasia Głowa i północne wybrzeża Nowej Gwinei
- S. wallacii coronatus – Wyspy Aru i południowa Nowa Gwinea

## Taksonomia
Gatunek po raz pierwszy opisał w 1862 roku angielski ornitolog George Gray, nadając mu nazwę Todopsis wallacii. Jako miejsce typowe odłowu holotypu Gray wskazał wyspę Misool. Podgatunek coronatus po raz pierwszy opisał w 1878 angielski przyrodnik John Gould, nadając mu nazwę Todopsis coronata i jako miejsce typowe wskazując Wyspy Aru. Jedyny przedstawiciel rodzaju Sipodotus opisanego w 1928 roku przez australijskiego ornitologa Gregory’ego Mathewsa.
Czasami S. wallacii umieszczany jest w rodzaju Malurus, jednak dane genetyczne wspierają umieszczenie go w monotypowym rodzaju; tworzy grupę siostrzaną z Clytomyias i Chenorhamphus. Rozpoznano dwa podgatunki, choć ważność taksonu coronatus wymaga potwierdzenia. Międzynarodowy Komitet Ornitologiczny (IOC) obecnie uznaje S. wallacii za gatunek monotypowy.

### Etymologia
Nazwa rodzajowa: kontaminacja nazwy rodzaju Todopsis Bonaparte, 1854. Epitet gatunkowy jest eponimem honorującym Alfreda Wallace’a (1823–1913), brytyjskiego zoologa, współautora teorii ewolucji przez dobór naturalny, ojca zoogeografii, kolekcjonera z Brazylii i Indii Wschodnich. Epitet coronatus: łac. coronatus – koronowany, od coronare – koronować, od corona – korona.

## Morfologia
Długość ciała 11–12,5 cm; masa ciała 7–8 g. U samca podgatunku nominatywnego pióra na ciemieniu i karku są czarne z jasnoniebieskimi końcówkami piór. Pokrywy uszne czarne, biała, przerywana obrączka oczna, od oka do szyi ciągnie się biały, lancetowaty pas. Barkówki i grzbiet rdzawobrązowe, pokrywy nadskrzydłowe brązowo-szare, spód ciała biały. Tęczówka czerwono-brązowa, dziób długi, prosty, szerokie i ostro zakończone, koloru czarnego z białą końcówką. Nogi krótkie i cienkie, koloru cielisto-brązowego. Samica podobna do samca, z wyjątkiem bladożółtego rozmycia na gardle i zwykle ciemię oraz kark są bardziej monotonne. Młode ptaki są zazwyczaj bardziej matowe niż dorosłe ptaki, górna część głowy jest płowo cętkowana (nie niebiesko) i posiadają krótszy dziób. Podgatunek coronatus różni się od nominatywnego kremowym rozmyciem na spodniej części ciała.

## Ekologia
Modroplamek jest gatunkiem osiadłym, zamieszkującym las deszczowy na wysokości 100–800 m n.p.m., czasami aż do 1250 m n.p.m.; więcej czasu przebywa wśród drzew niż w zaroślach. Odzywa się świszczącym „see see see see” podczas karmienia. Najprawdopodobniej jest gatunkiem owadożernym. Poluje najczęściej od 2 do 10 m nad ziemią w splątanych pnączach na skraju otwartego lasu, szczególnie wśród splątanych winorośli i w bambusowych pnączach. Występuje w grupach od 4 do 8 ptaków, które mogą być grupami rodzinnymi; często łączy się z innymi stadami ptaków.
Okres lęgowy trwa przez cały rok, ze szczytem przypadającym na wrzesień-grudzień. Znane są trzy gniazda tego ptaka; kopulaste gniazdo, z okrągłym otworem bocznym w jego górnej części, wykonane było z traw, pajęczyn i pasków liści palmowych, wyłożone drobnymi włóknami i umieszczone 5–10 m nad ziemią; jedno z gniazd na zewnątrz pokryte było kawałkami mchu i epifitów, umiejscowione na krzaku na wysokości 1,5 m i rosnących na szczycie skalistego urwiska 30 m nad ziemią. Jedyne znane zniesienie liczyło 2 jaja; w jednym z gniazd znajdowały się 2 pisklęta, które były karmione przez dorosłe ptaki i w ciągu 1,5 godziny zanotowano 38 wizyt z pożywieniem. Brak innych informacji.

## Status i zagrożenia
W Czerwonej księdze gatunków zagrożonych Międzynarodowej Unii Ochrony Przyrody został zaliczony do kategorii LC (ang. Least Concern – najmniejszej troski). Stan populacji nie jest znany, ale gatunek ten uważa się za rzadki. Trend liczebności populacji jest spadkowy. Głównym zagrożeniem dla tego ptaka jest ciągłe niszczenie jego siedlisk.